# Ad multos annos!
Ad multos annos! (лат.) — латинское крылатое выражение.
Дословный перевод — «На долгие года (многая лета)», «На долгие годы!». Данная фраза используется в качестве тоста, пожелания крепкого здоровья и долголетия. Также употребляется в религиозных текстах, богослужениях и обрядах христианских церквей. Первоначально употреблялась как приветствие, поздравление при встрече высокопоставленных лиц в Древней Греции, откуда перешла в Древний Рим. Русскоязычный эквивалент данной фразы — «Многая лета» — используется в качестве традиционного праздничного песнопения в православных церквях. В римско-католической традиции фраза Ad multos annos! используется при посвящении духовного лица в епископы; в настоящее время она трижды произносится при посвящении в епископы. Наиболее ранние упоминания этой традиции найдены в текстах XII века. В настоящий период фраза сохраняется в качестве тоста при пиршествах и приветствия в академических кругах римско-католического первосвященства.

## Примеры использования
В музыке
- Употребляется часто в различных музыкальных аранжировках.
- Старейшее впервые задокументированное музыкальное произведение «Missa ad multos annos», написанное в 1705 году, принадлежит авторству Йозефу Б. Хохрайтеру.
- Наиболее ранняя музыкальная обработка «Многая лета», созданная российским композитором лемковского происхождения Дмитрием Бортнянским, используется в восточноправославных церквях с конца XVIII века.